# وولودیمیر لیوتی
وولودیمیر لیوتی (اوکراینی: Володимир Іванович Лютий؛ زادهٔ ۲۰ آوریل ۱۹۶۲) بازیکن سابق و مربی فوتبال اهل اوکراین است.
از باشگاه‌هایی که در آن بازی کرده‌است می‌توان به باشگاه فوتبال دنیپرو، باشگاه فوتبال بورسااسپور، باشگاه فوتبال بوخوم، باشگاه فوتبال ام‌اس‌وی دویسبورگ و باشگاه فوتبال شالکه ۰۴ اشاره کرد.